# 第五郡
第五郡是越南胡志明市下辖的一个郡。面积4.27平方千米，2019年总人口159000人。該郡為胡志明市的經濟、貿易、金融行政中心之一，华人也集中于此郡。华人于17世纪在此建立了堤岸城，将这片荒芜地带改造为一个繁华的城市。

## 地理
第五郡西北接第十郡和第十一郡，东接第一郡和第四郡，南接第八郡，西接第六郡。

## 历史
1976年5月20日，西贡-嘉定市革命人民委员会重新划分第五郡下辖各坊为第一坊、第二坊、第三坊、第四坊、第五坊、第六坊、第七坊、第八坊、第九坊、第十坊、第十一坊、第十二坊、第十三坊、第十四坊、第十五坊、第十六坊、第十七坊、第十八坊、第十九坊、第二十坊、第二十一坊、第二十二坊、第二十三坊、第二十四坊24坊。
1976年7月2日，越南正式统一，西贡-嘉定市更名为胡志明市。第五郡随之划归胡志明市管辖。
1986年4月26日，撤销原24坊，原第十九坊和第二十坊合并为第一坊，原第二十一坊、第二十二坊、第二十三坊、第二十四坊合并分设为第二坊、第三坊和第四坊，原第十七坊和第十八坊合并为第五坊，原第十三坊、第十四坊和第十六坊合并分设为第六坊和第七坊，原第十一坊、第十二坊和第十五坊合并分设为第八坊和第九坊，原第七坊、第八坊和第九坊合并分设为第十坊和第十一坊，原第一坊、第二坊、第三坊、第四坊、第五坊、第六坊和第十坊合并分设为第十二坊、第十三坊、第十四坊和第十五坊。
2020年12月9日，第十五坊并入第十二坊。
2024年11月14日，越南国会常务委员会通过决议，自2025年1月1日起，第三坊并入第二坊，第六坊并入第五坊，第八坊并入第七坊，第十坊并入第十一坊。

## 行政區劃
第五郡下辖10坊，郡人民委员会位于第七坊。
- 第一坊（Phường 1）
- 第二坊（Phường 2）
- 第四坊（Phường 4）
- 第五坊（Phường 5）
- 第七坊（Phường 7）
- 第九坊（Phường 9）
- 第十一坊（Phường 11）
- 第十二坊（Phường 12）
- 第十三坊（Phường 13）
- 第十四坊（Phường 14）